# Wang Chao (šachista)
Wang Chao (čínsky pchin-jinem Wáng Hào, znaky 王皓; * 4. srpna 1989) je čínský šachový velmistr. V listopadu 2009 se Chao stal čtvrtým čínským hráčem, který prolomil hranici Elo 2700. V roce 2019 se kvalifikoval na turnaj kandidátů 2020 výhrou ve FIDE Grand Swiss turnaji 2019 na ostrově Man. Tím se stal druhým čínským hráčem, který se kvalifikoval na tento turnaj kandidátů. Ten by před začátkem osmého kola (26. března 2020) přerušen z důvodu zastavení letecké dopravy ze strany Ruska od 27. března.

## Titul velmistra
V roce 2005 se stal ve věku 16 let 20. čínským velmistrem.
Stejně jako Gata Kamsky se Wang Chao stal velmistrem, aniž by nejprve získal titul mezinárodního mistra. Tří velmistrovských norem dosáhl:
- 2005 Aeroflot Open v Moskvě v Rusku (14. – 24. února); skóre 6,5/9
- 2005 Dubai Open v Dubaji ve Spojených arabských emirátech (4. – 12. dubna); skóre 7,0/9
- 2005 2. Dato 'Arthur Tan Malaysian Open v Kuala Lumpur, Malajsie (19. – 26. srpna); skóre 10/11